# 笹村朱里
笹村 朱里（ささむら あかり、1999年10月1日 - ）は、静岡朝日テレビ（SATV）のアナウンサー。

## 来歴
神奈川県藤沢市出身。
専修大学ネットワーク情報学部を卒業した。学生時代に湘南海の女王・海の王子コンテストで「海の女王」に選ばれる。
2022年、静岡朝日テレビに入社した。とびっきり!しずおか土曜版でデビューした。
2025年4月からとびっきり!しずおか土曜版のメインMCを務める。

## 人物
趣味：スキューバダイビング、スポーツ観戦、ゴルフ、ランニング、暗算
アナウンサーになった理由は　地元に近い江の島を紹介するテレビ番組を見て、地元を伝える仕事がしたかった。伊豆の海でダイビングをしてきたので、静岡のテレビ局を受けた。」目標は、「情報番組で明るく楽しく話題を伝えて、しっかりニュースも読める。イメージとギャップがあるアナウンサー」。

## 出演番組
現在
- とびっきり!しずおか - 土曜版メインMC　日曜版スポーツ担当
- SATVニュース

過去